# فرنسيس كورني
فرنسيس كورني (بالإنجليزية: Francis Cornish)‏ هو دبلوماسي بريطاني، ولد في 18 مايو 1942.